# Bernard Munyagishari
Bernard Munyagishari (Comuna de Rubavu, prefectura de Gisenyi, Ruanda, 1959) es un ciudadano ruandés, miembro de la etnia Hutu, buscado por la INTERPOL por su participación criminal en el Genocidio de Ruanda de 1994.
Según el Tribunal Penal Internacional para Ruanda, en su acusación de 2005, Munyagishari cometió numerosas violaciones de la Convención de Ginebra de 1949 desde su cargo de comandante de la organización paramilitar Hutu Interahamwe, en la que creó una unidad especial para la violación y asesinato de las mujeres de la etnia Tutsi, al igual que la masacre del Frente Patriótico Ruandés liderado por Paul Kagame.
Fue arrestado el 26 de mayo de 2011 en el este de la República Democrática del Congo.
Y fue transferido al TPIR el 24 de julio de 2013. Su caso ha sido detenido debido a numerosos obstáculos. Argumentó que, dado que era congoleño, no entendía el idioma ruandés, el Kinyarwanda. El 20 de abril de 2017, los jueces del TPIR lo condenaron a cadena perpetua, pero Munyagishari apeló, el proceso de apelación se celebró en noviembre de 2020.